# Alpy Algawskie

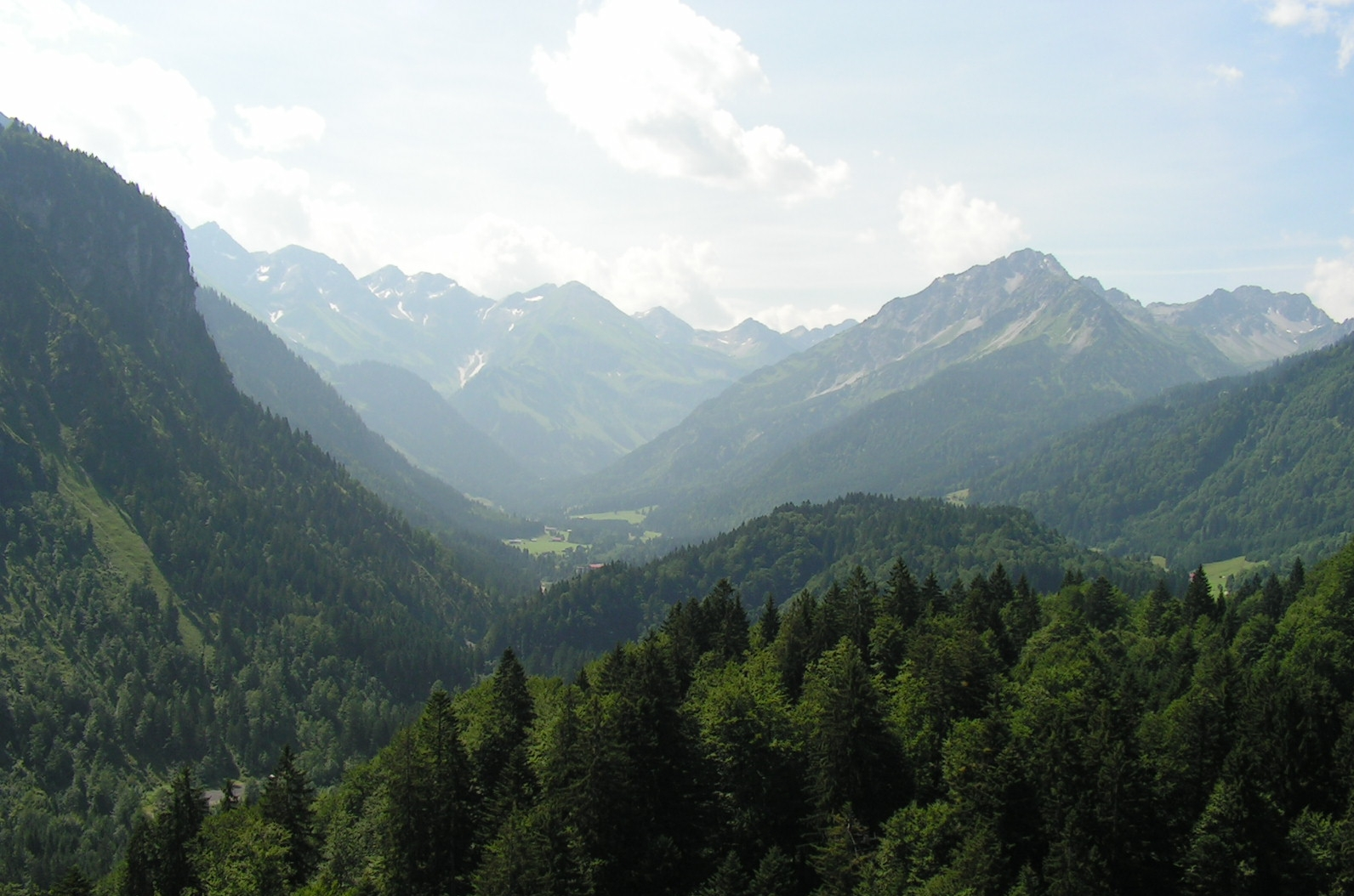
Widok na Alpy Algawskie z mamuciej skoczni Hainiego Klopfera w Oberstdorfie.

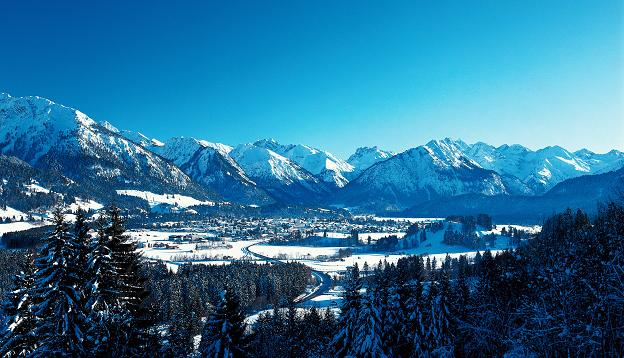
Oberstdorf

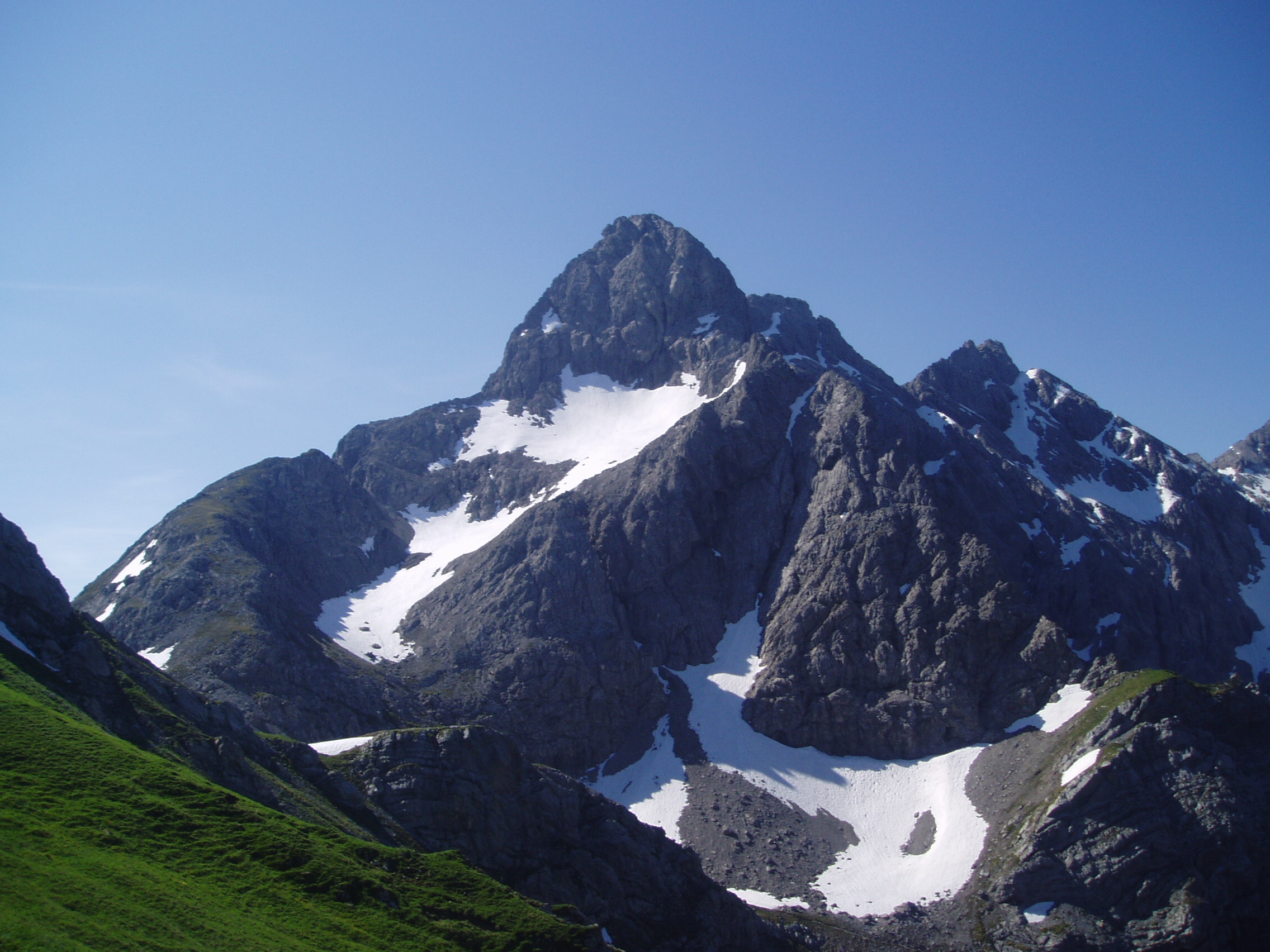
Trettachspitze

Alpy Algawskie (niem. Allgäuer Alpen) – pasmo górskie, część Alp Bawarskich, w Północnych Alpach Wapiennych. Leży w Austrii (Vorarlberg i Tyrol) i Niemczech (Bawaria), między Jeziorem Bodeńskim i doliną rzeki Lech. Pasmo nie przekracza 3000 m n.p.m.; najwyższym szczytem jest Großer Krottenkopf, który osiąga 2657 m. Głównym miastem regionu jest Oberstdorf.
Według podziału AVE z pasmem tym (AVE 2) sąsiadują następujące pasma górskie:
Ammergauer Alpen (AVE 7a) na północnym wschodzie, Alpy Lechtalskie (AVE 3b) na południowym wschodzie i południu, Lechquellengebirge (AVE 3a) na południowym zachodzie oraz Las Bregencki (AVE 1) na zachodzie.
Podgrupy Alp Algawskich:
- Allgäuer Voralpen westlich der Iller (najwyższy szczyt – Hochgrat – 1834 m),
- Allgäuer Voralpen östlich der Iller (najwyższy szczyt – Grünten 1738 m),
- Nordwestliche Walsertaler Berge (najwyższy szczyt – Hoher Ifen – 2230 m),
- Südöstliche Walsertaler Berge (najwyższy szczyt – Großer Widderstein – 2533),
- Zentraler Hauptkamm (najwyższy szczyt – Hohes Licht – 2652 m),
- Tannheimer Berge (najwyższy szczyt – Kellenspitze – 2238 m),
- Kamm des Falkensteins (najwyższy szczyt – Zirmgrat – 1293 m),
- Vilsalpseeberge (najwyższy szczyt – Leilachspitze – 2274 m),
- Daumengruppe (najwyższy szczyt – Großer Daumen – 2280 m),
- Höfats- und Rauheckgruppe (najwyższy szczyt – Rauheck – 2385 m),
- Hochvogel- und Rosszahngruppe (najwyższy szczyt – Hochvogel – 2591 m),
- Rauhhorn-Zug (najwyższy szczyt – Kesselspitz – 2284 m),
- Hornbachkette (najwyższy szczyt – Großer Krottenkopf – 2657 m).

Najwyższe szczyty Alp Algawskich:
| - Großer Krottenkopf – 2657 m, - Hohes Licht – 2652 m, - Hochfrottspitze – 2648 m, - Mädelegabel – 2644 m, - Urbeleskarspitze – 2632 m, - Steinschartenkopf – 2615 m, - Marchspitze – 2610 m, - Bretterspitze – 2609 m, - Bockkarkopf – 2608 m, - Biberkopf – 2599 m, - Trettachspitze – 2595 m, - Hochvogel – 2591 m, - Wilder Mann – 2577 m, - Großer Widderstein – 2533 m, - Rotgundspitze – 2485 m, - Hochgundspitze – 2459 m, - Linkerskopf – 2455 m, | - Holzgauer Muttekopf – 2431 m, - Rothornspitze – 2392 m, - Strahlkopf – 2388 m, - Elferkopf – 2387 m, - Rauheck – 2385 m, - Kreuzeck – 2375 m, - Geißhorn – 2366 m, - Schafalpenköpfe – 2320 m, - Großer Daumen – 2280 m, - Leilachspitze – 2276 m, - Fürschießer – 2271 m, - Schneck – 2268 m, - Höfats – 2259 m, - Gaishorn – 2247 m, - Kellenspitze – 2238 m, - Wildengundkopf – 2237 m, - Hoher Ifen – 2230 m. |  |

Schroniska:
| - Bad Kissinger Hütte (1792 m), - Edmund-Probst-Haus (1930 m), - Fiderepasshütte (2067 m), - Grüntenhaus (1540 m), - Haldenseehaus (1150 m), - Haus Schattwald (1100 m), - Hermann-von-Barth-Hütte (2131 m), - Kaufbeurer Haus (2007 m), - Kemptner Hütte (1846 m), - Landsberger Hütte (1810 m), - Mahdtalhaus (1100 m), - Mindelheimer Hütte (2058 m), | - Otto-Mayr-Hütte (1530 m), - Otto-Schwegler-Hütte (1070 m), - Prinz-Luitpold-Haus (1846 m), - Rappenseehütte (2091 m), - Ravensburger Haus (950 m), - Schwarzenberghütte (1380 m), - Schwarzwasserhütte (1620 m), - Staufner Haus (1634 m), - Tannheimer Hütte (1760 m), - Waltenberger-Haus (2085 m), - Willi Merkl-Gedächtnis-Hütte (1550 m) |  |